# Offenburger Versammlung 1849
Die Offenburger Versammlung 1849 fand am 13. Mai 1849 in Offenburg statt, womit die badischen Volksvereine die Führung der badischen Revolution übernahmen.

## Geschichte
Im Mai 1849 lud Amand Goegg als zweiter Vorsitzender die Vertreter aller badischen Volksvereine zu einem Landeskongress ein, der am 12. Mai in Offenburg durchgeführt werden sollte. Für den 13. Mai wurde zu einer Volksversammlung eingeladen, die ebenfalls in Offenburg stattfand.
Der Landeskongreß tagte im Gasthaus „Zähringer Hof“ in Offenburg und Goegg beantragte die Proklamation einer Republik, wofür er aber keine Mehrheit erhielt. Stattdessen wurden vier ultimative Forderungen an die großherzogliche Regierung beschlossen:
„Der Landeskongreß hat in heutiger öffentlicher Sitzung beschlossen, zu fordern:
1. Die Kammern sind alsbald aufzulösen.
2. Das Ministerium Bekk hat sogleich zurückzutreten.
3. Es ist eine konstituierende Landesversammlung auf Grundlage des vom Vorparlament beschlossenen Wahlgesetzes und mit Beibehaltung der bisher für die Wahlen zur zweiten badischen Kammer bestandenen Wahlbezirke zu berufen.
4. Die politischen Flüchtlinge sind sofort zurück zu rufen, die politischen Militär- und Civilgefangenen zu entlassen und alle politischen Prozesse niederzuschlagen.

Der Landeskongreß fordert, daß die Regierung der Deputation, welche diese Forderungen überbringt, unverzüglich eine bejahende oder verneinende Antwort erteile.
Im Falle der Verweigerung einer alsbaldigen Antwort oder der Zurückweisung obiger Forderungen macht der Landeskongreß die Regierung für alle diejenigen Folgen verantwortlich, welche sich aus der jetzigen gerechten Bewegung des Volkes unausbleiblich ergeben müssen.“
Namens des Landeskongreßes unterzeichneten Geogg und Rotteck. Die Delegation nach Karlsruhe verließ Offenburg am 12. Mai um 20 Uhr und bestand aus Rotteck, Philipp Adam Thibaut aus Ettlingen und dem Apotheker Rehmann aus Offenburg. Am 13. Mai um 12 Uhr kehrten sie mit einer negativen Antwort aus Karlsruhe zurück.
Goegg hatte inzwischen mit republikanischen Freunden ein politisches Programm vorbereitet, das morgens dem Landesausschuss und um 14 Uhr der Landesversammlung vorgelegt wurde. An der Landesversammlung nahmen 25 000 bis 35 000 Personen teil. Zu den Rednern auf der Versammlung zählten auch die Abgeordneten zur Frankfurter Nationalversammlung Franz Raveaux, Salomon Fehrenbach und Maximilian Werner. Lorenz Brentano war krankheitshalber verhindert.

## Das 16-Punkte-Programm
Es wurde das folgende 16-Punkte-Programm beschlossen:
1. Die Regierung muß die Reichsverfassung, wie sie nun nach der durch die Ereignisse beseitigten Oberhauptsfrage feststeht, unbedingt anerkennen und mit ganzer bewaffneter Macht deren Durchführung in anderen deutschen Staaten zunächst in der baierischen Pfalz unterstützen.
2. Das gegenwärtige Ministerium ist sofort zu entlassen, und Bürger Brentano, Obergerichtsadvokat zu Mannheim, und Bürger Peter, Reichstagsabgeordneter zu Constanz mit der Bildung eines neuen Ministeriums zu beauftragen.
3. Es muß alsbald unter sofortiger Auflösung der jetzigen Ständekammer eine verfassungsgebende Landesversammlung berufen werden, welche in sich die gesamte Rechts- und Machtvollkommenheit des badischen Volkes vereinigt; diese Landesversammlung soll gewählt werden von und aus den sämmtlichen volljährigen Staatsbürgern des Landes und zwar unter Beibehaltung der für die bisherige II. Kammer bestandenen Wahlbezirke.
4. Es muß ohne allen Verzug die Volksbewaffnung auf Staatskosten in's Leben gerufen werden, und es sind alle ledigen Männer von 18–30 Jahren als erstes Aufgebot sofort mobil zu machen. — Alle diejenigen Gemeindebehörden, welche nicht alsbald die Bewaffnung ihrer Bürger anordnen, sind augenblicklich abzusetzen.
5. Die politischen Flüchtlinge sind sofort zurück zu rufen, die politischen Prozesse niederzuschlagen; namentlich verlangen wir aber auch die Entlassung derjenigen Militärpersonen, welche in Folge der politischen Bewegungen wegen sogenannter Disciplinar- und Insubordinationsvergehen bestraft wurden. —
6. Die Militärgerichtsbarkeit muß aufgehoben werden.
7. Bei dem Heere soll eine freie Wahl der Offiziere stattfinden. —
8. Wir verlangen die alsbaldige Verschmelzung des stehenden Heeres mit der Volkswehr. —
9. Es müssen sämmtliche Grundlasten unentgeltlich aufgehoben werden.
10. Es müssen die Gemeinden unbedingt selbständig erklärt werden, sowohl was die Verwaltung des Gemeindevermögens, als die Wahl der Gemeindevertreter betrifft; es müssen alsbald im ganzen Lande neue Wahlen für die Gemeindevertretung stattfinden.
11. Es werden sämmtliche von den s.g. Kammern in Karlsruhe seit dem 17. Januar d. J. gefaßten Beschlüsse für null und nichtig erklärt und darunter namentlich das s.g. Wahlgesetz vom 10. v. M., welches einen förmlichen Angriff auf die in den Reichsgesetzen gegebenen Bestimmungen enthält. —
12. Die Geschworenengerichte sind sofort einzuführen und kein einziger Criminalprozeß darf mehr von Staatsrichtern entschieden werden.
13. Die alte Verwaltungs-Bureaukratie muß abgeschafft werden und an ihre Stelle die freie Verwaltung der Gemeinden oder andern Körperschaften treten.
14. Errichtung einer Nationalbank für Gewerbe, Handel und Ackerbau zum Schutze gegen das Uebergewicht der großen Kapitalisten.
15. Abschaffung des alten Steuerwesens, hierfür Einführung einer progressiven Einkommenssteuer nebst Beibehaltung der Zölle.
16. Errichtung eines großen Landespensionsfonds, aus dem jeder arbeitsunfähig gewordene Bürger unterstützt werden kann. Hierdurch fällt der besondere Pensionsfonds für die Staatsdiener von selbst weg.

## Wahlen zum Landesausschuss
Zu Mitgliedern des Landesausschusses der Volksvereine wurden gewählt:
1. Lorenz Brentano
2. Joseph Fickler
3. Amand Goegg
4. Joseph Ignatz Peter
5. Maximilian Werner
6. Rehmann von Offenburg
7. Philipp Stay von Heidelberg[4]
8. Johann Baptist Willmann von Pfohren
9. Karl Steinmetz von Durlach[5]
10. Wernwag von Kenzingen
11. Franz Joseph Richter von Achern[6]
12. Degen von Mannheim
13. K. Ritter von Karsau (Soldat aus der Garnison Rastatt)
14. J. Stark von Lottstetten (Soldat aus der Garnison Rastatt)

Als Ersatzmänner wurden gewählt:
1. Karl Heinrich Hoff aus Mannheim[7]
2. Torrent von Freiburg[8]
3. Karl von Rotteck junior
4. Heinrich Happel von Mannheim[9]
5. Damian Junghanns von Mosbach
6. Christian Friedrich Kiefer von Emmendingen

und als Ersatzmänner der Soldaten
1. Aurelius Cordel von Philippsburg
2. Sebastian Bannwarth von Bleichheim

## Folgen
Am Abend des 13. Mai begab sich der revolutionäre Landesausschuss der Volksvereine nach Rastatt, wo Amand Goegg vom Balkon des Rathauses die Offenburger Beschlüsse verkündete und Brentano Bürgerwehr und Soldaten auf die Reichsverfassung vereidigte. Noch in der gleichen Nacht vom 13. auf den 14. Mai floh Großherzog Leopold aus seiner Residenz in Karlsruhe ins Exil nach Koblenz.
Am 14. Mai wurde das Ministerium Bekk für abgesetzt erklärt und die Exekutivkommission des Landesausschusses, die zunächst anstelle der geflüchteten großherzoglichen Regierung die Landesgeschäfte übernahm, etablierte sich mit Amand Goegg, Joseph Ignatz Peter und Karl Eichfeld unter dem Präsidenten Lorenz Brentano.